# Стефан II Цариградски
Патријарх Стефан II Амасијски (грч. Πατριαρχης Στεφανος Β΄; 15. јула 928 ) је био цариградски патријарх у периоду од 29. јуна 925. до 15. јула 928. године .

## Биографија
Пре хиротонисања у патријаршијски чин Стефан је био митрополит амасијски.
Цар Роман И Лекапин га је 29. јуна 925. прогласио за патријарха Цариграда.
Стефан II је 8. октобра 927. године учествовао у склапању мировног споразума са Бугарском, који је потврђен браком Марије, ћерке цара Христофора Лекапина, и цара Петра I. Благослов је обављен у храму Пресвете Богородице.
Патријарх Стефан II је преминуо 15. јула 928. године.